# Veronica chionohebe
Veronica chionohebe là một loài thực vật có hoa trong họ Mã đề. Loài này được Garn.-Jones mô tả khoa học đầu tiên năm 2007.